# Lotte (företagsgrupp)

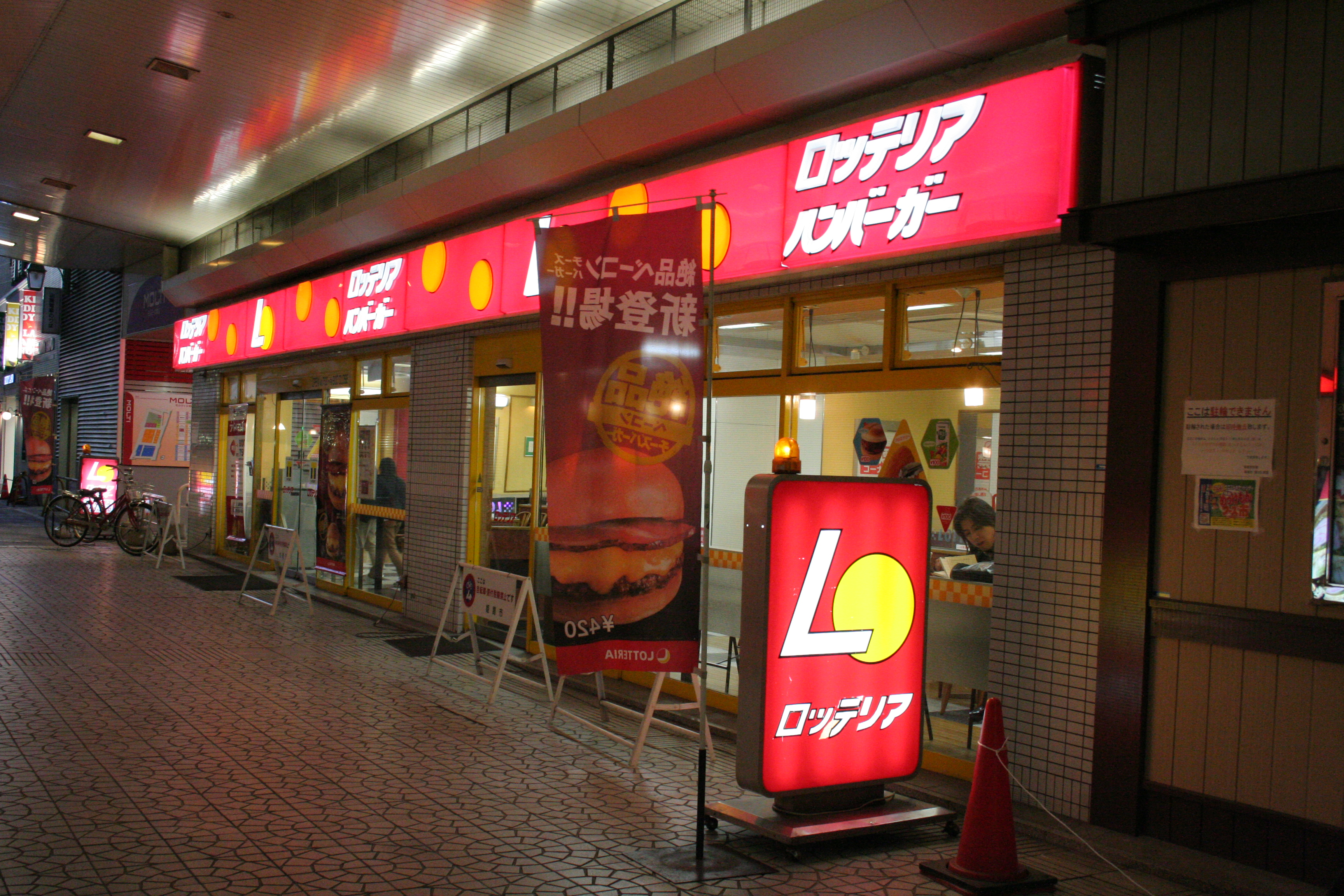
Snabbmatskedjan Lotteria, som ingår i Lottekonglomeratet, finns i stora delar av Östasien. Här på Himeji järnvägsstation i Himeji, Hyōgo prefektur Japan.

Lotte (koreanska: 롯데, Rotde; japanska: ロッテ, Rotte) är ett japansk-koreanskt företagskonglomerat, och ett av Sydkorea så kallade chaebol, de stora superkonglomerat som tillsammans utgör stora delar av landets näringsliv.
Lotte grundades 1948 i Tokyo av den koreanske affärsmannen Shin Kyuk-ho, uppvuxen i Japan och även känd under sitt japanska namn Shigemitsu Takeo. Ursprungligen karamelltillverkare expanderade Lotte 1965 till Korea, där det snabbt växte och utökade sin verksamhet till så disparata verksamheter som mat, elektronik, turism, underhållning och detaljhandel.
I dag sysselsätter Lotte omkring 60 000 människor i ett 60-tal företag. Till koncernen hör den ostasiatiska snabbmatskedjan Lotteria, en av världens största inomhusnöjesparker, Lotte World i Seoul, och basebollklubbarna Lotte Giants i Busan, Sydkorea och Chiba Lotte Marines i Chiba, Japan. Huvudkontoren ligger i Tokyo och Seoul.